# Walter Schleger
Walter Schleger (19. září 1929 Praha – 3. prosinec 1999) byl rakouský fotbalista narozený v Česku. Reprezentoval Rakousko ve 22 zápasech, v nichž dal jeden gól. Hrál za Rakousko i na dvou mistrovstvích světa - v roce 1954, kdy Rakušané získali bronz, a v roce 1958. Jako pražský rodák začínal v mládežnických týmech Sparty Praha, ale ještě než nakoukl mezi seniory, odešel do Vídně, kde pak hrál za týmy Wiener Sport-Club (1949–1951) a Austria Vídeň (1951–1964). S Austrií nasbíral čtyři rakouské mistrovské tituly (1953, 1961, 1962, 1963). Po konci sportovní kariéry se stal veterinářem, byl jmenován profesorem na Veterinärmedizinische Universität Wien.